# Shōma Otoizumi
Shōma Otoizumi (japanisch 音泉 翔眞 Otoizumi Shōma; * 7. Juli 1996 in der Präfektur Chiba) ist ein japanischer Fußballspieler.

## Karriere
Otoizumi erlernte das Fußballspielen in der Schulmannschaft der Kanto Daiichi High School und der Universitätsmannschaft der Tokyo International University. Seinen ersten Vertrag unterschrieb er 2019 bei Tokyo 23 FC. 2020 wechselte er zum Drittligisten YSCC Yokohama nach Yokohama. Für Yokohama bestritt er 32 Drittligaspiele. Im Januar 2021 nahm ihn der ebenfalls in der dritten Liga spielende Kataller Toyama aus Toyama unter Vertrag. Für Kataller stand er 28-mal in der dritten Liga auf dem Spielfeld. Im Januar 2022 wechselte er in die zweite Liga, wo er sich Mito Hollyhock anschloss. Zu Beginn der Saison 2023 wechselte er auf Leihbasis nach Nagano zum Drittligisten AC Nagano Parceiro.